# Giulio Questi
Giulio Questi (Bergamo, 18 marzo 1924 – Roma, 3 dicembre 2014) è stato un regista, sceneggiatore, attore cinematografico e scrittore italiano, partigiano durante la Resistenza.
È considerato uno dei più originali registi italiani. Il montatore di tutti i suoi film fu Franco Arcalli, detto Kim, suo grande amico. I due negli anni ottanta furono soprannominati da Enrico Ghezzi Jules e Kim, citando il famoso film di François Truffaut Jules e Jim.

## Biografia

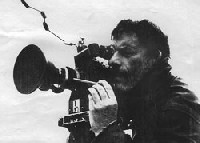
Giulio Questi dietro la macchina da presa nel 1967

Partigiano per due anni durante la seconda guerra mondiale, lottò contro le brigate nere e l'esercito tedesco. Tale esperienza in guerra influenzerà più volte il suo lavoro nel cinema.
Dopo aver fondato una rivista di politica e cultura a Bergamo, lascia la vita nell'alta bergamasca negli anni 1950, per giungere a Roma, scrivendo anche su Il Politecnico di Elio Vittorini.
Dopo aver scritto racconti per alcune riviste, entra nel mondo del cinema, girando documentari, facendo l'aiuto regista di Valerio Zurlini e Francesco Rosi, l'attore ne La dolce vita di Federico Fellini e in Signore & signori di Pietro Germi, e lo sceneggiatore. Esordisce nella regia cinematografica nel 1961, dirigendo un episodio del film Le italiane e l'amore. Nel 1962 co-dirige il mondo movie Universo di notte, quindi nel 1963 dirige un episodio del film Nudi per vivere, co-diretto con Elio Petri e Giuliano Montaldo, e firmato con lo pseudonimo collettivo Elio Montesti. Il film viene subito sequestrato e non uscirà nelle sale.
Nel 1964 è la volta di un altro film a episodi, Amori pericolosi, co-diretto con Carlo Lizzani e Alfredo Giannetti. Nel 1967 Questi dirige finalmente un film da solo. Se sei vivo spara, uno spaghetti western epocale, con Tomas Milian protagonista, scene violente e una storia non convenzionale. Il regista fece uso delle violenze vissute durante la sua militanza nella Resistenza italiana, applicandole al genere western del film. Il film fu sequestrato, per essere ampiamente tagliato e ripubblicato. Il film, reintitolato Oro Hondo nel 1975, venne riproposto con la reintegrazione di alcune sequenze, ma con altri piccoli tagli.
Nel 1968 Questi dirige La morte ha fatto l'uovo, giallo ambientato in un allevamento di polli con Jean-Louis Trintignant e Gina Lollobrigida, incentrato sulla cultura pop e sul consumismo. Nel 1972 dirige il suo ultimo film per il grande schermo, Arcana, storia di meridionali ambientata a Milano, raccontata con situazioni surreali e magiche, tra la levitazione di un asino e rane che escono dalla bocca. Il film viene scarsamente distribuito solo in Italia.
Dopo questo film, Questi si ritira dal cinema e lavora per la televisione. Dal 2003 al 2007 realizza in digitale sette cortometraggi, usciti nel 2008 in un doppio DVD realizzato dall'etichetta RHV (Ripley's Home Video) con il titolo By Giulio Questi. Si tratta di cortometraggi visionari e fortemente sperimentali, realizzati autonomamente da Questi nella propria casa, con se stesso come unico versatile attore.

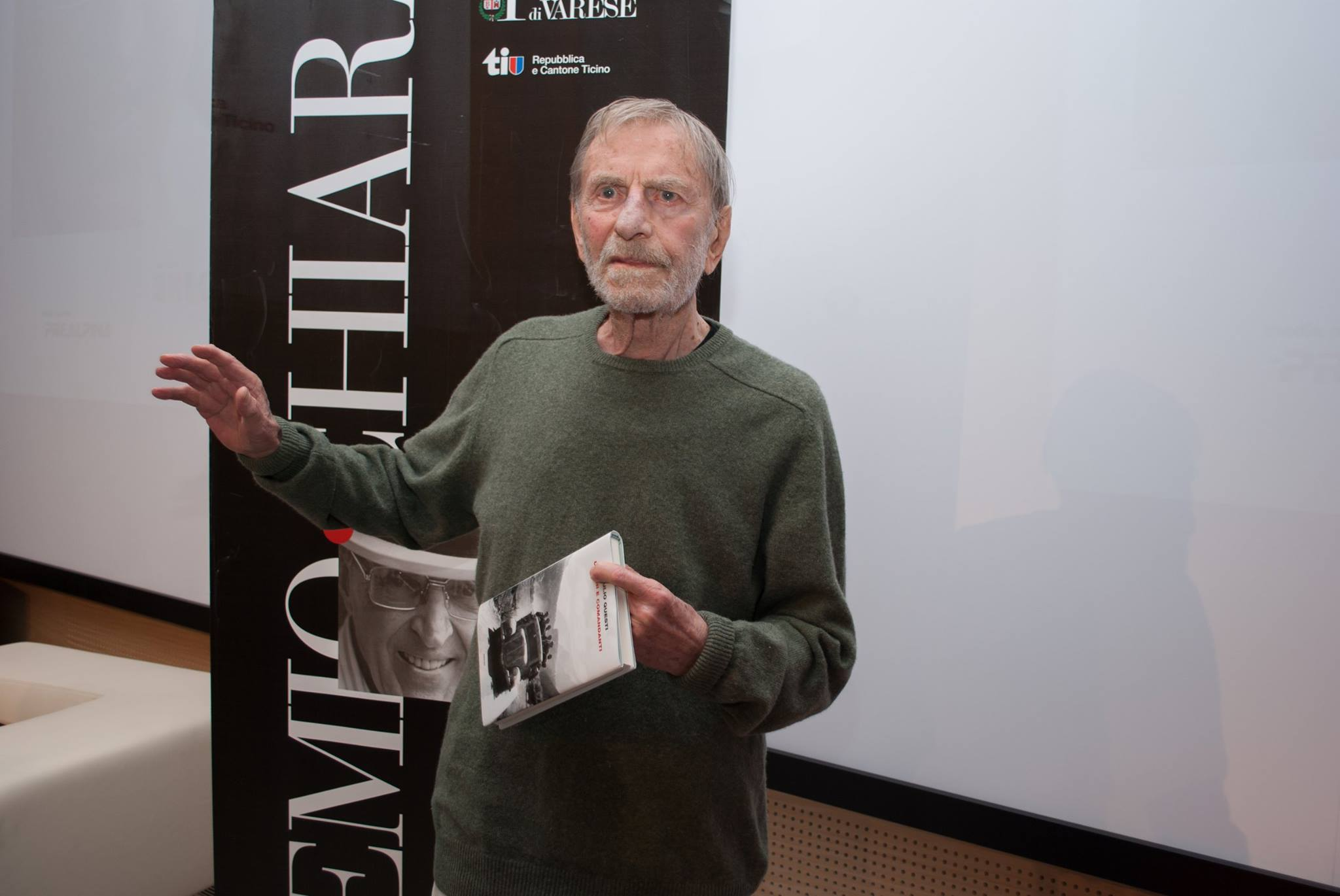
Questi dopo la vittoria al Premio Chiara 2014, pochi mesi prima della sua scomparsa

Nel 2014 debutta come scrittore pubblicando per Einaudi la raccolta di racconti Uomini e comandanti, con la quale vince la ventiseiesima edizione del Premio Chiara. Nello stesso anno scrive una biografia del cinema italiano, con vari tratti autobiografici, dal titolo Se non ricordo male (Rubbettino Editore).
È morto nel sonno il 3 dicembre 2014 all'età di 90 anni.

## Filmografia

### Regista

#### Cinema
- La prima notte, episodio del film Le italiane e l'amore (1961)
- Universo di notte, co-regia con Alessandro Jacovoni, Giuliano Montaldo e Gian Luigi Polidoro - non accreditato (1962)
- Nudi per vivere, co-regia con Elio Petri e Giuliano Montaldo (1963)
- Il passo, episodio del film Amori pericolosi (1964)
- Se sei vivo spara (1967)
- La morte ha fatto l'uovo (1968)
- Arcana (1972)

#### Cortometraggi
- Città Alta (1949)
- Giocare (1957)
- La tarantella di Pulcinella (1959)
- By Giulio Questi (2008)
- Lola (2009)
- Nitrato d'argento (2010)
- Relazioni pericolose (2011)

#### Televisione
- L'uomo della sabbia, episodio di I giochi del diavolo (1981)
- Vampirismus, episodio di Il fascino dell'insolito (1982)
- Quando arriva il giudice (1986)
- Il segno del comando (1992)
- Non aprite all'uomo nero (1994)
- L'ispettore Sarti (1994)

### Attore
- La dolce vita, regia di Federico Fellini (1960) (non accreditato)
- Il morbidone, regia di Massimo Franciosa (1965) (non accreditato)
- Signore & signori, regia di Pietro Germi (1966)
- Lola (2009) - cortometraggio
- Nitrato d'argento (2010) - cortometraggio
- Relazioni pericolose (2011) - cortometraggio

## Opere
- Giulio Questi, Uomini e comandanti, Giulio Einaudi Editore, 2014. ISBN 978-88-06-22158-4
- Giulio Questi, Se non ricordo male, Rubbettino Editore, 2014. ISBN 978-88-498-4106-0
- Giulio Questi, Effetti & Scadenze, Rubbettino Editore, 2015. ISBN 978-88-498-4525-9